# Mead & Deakin
Mead & Deakin war ein britischer Automobilhersteller in Tyseley bei Birmingham. Von 1913 bis 1915 wurden dort Kleinwagen unter den Namen Medea und Media gebaut.
1913 wurde der Medea 8 hp vorgestellt, ein Cyclecar, das einen Reihenzweizylindermotor mit 1,0 l Hubraum besaß.
1914 folgte der etwas größere Medea 8/10 hp. Das Leichtfahrzeug war mit einem Vierzylinder-Reihenmotor mit 1,1 l Hubraum ausgestattet. Mit geringfügig vergrößertem Hubraum wurde der Wagen bis 1915 gebaut.
Dann machte der Erste Weltkrieg der Fertigung den Garaus. Nach dem Krieg baute die gleiche Firma als Rhode Motor Co. das Leichtautomobil  Rhode.

## Modelle
| Modell  | Bauzeitraum | Zylinder | Hubraum       | Radstand |
| ------- | ----------- | -------- | ------------- | -------- |
| 8 hp    | 1913        | 2 Reihe  | 964 cm³       |          |
| 8/10 hp | 1914–1915   | 4 Reihe  | 1094–1131 cm³ |          |